# Pascal Assy
Pour les articles homonymes, voir Assy.
Pascal Assy, né le 21 octobre 1962 à Versailles, est un humoriste et chanteur français.

## Biographie
Il débute en 1988 chez Mireille au Petit Conservatoire de la Chanson et aux studios Alice Dona qui voit en lui un « Buster Keaton de la chanson » et l’engage dans le groupe Génération.
Au sein de ce groupe, il chante Georges Brassens dans les émissions des années 1990, Tous à la Une, Sébastien c’est fou, Star 90, etc. et brûle les planches de quelques scènes parisiennes comme Bobino et le Théâtre Marigny.
Après un 1er album intitulé « Génération chante Brassens », suit un second consacré à Charles Trenet avec qui le groupe chante à  l’Opéra Bastille le jour de ses 80 ans.
Génération enregistre ensuite les chœurs sur l’album de Michel Sardou « Selon que vous serez… ».
L’aventure du groupe  prend fin et
Pascal Assy décide de continuer en solo avec ses propres chansons.
Avec son fameux « camembert au lait cru moulé à la louche » et ses « lendemains de fête », il fait un tabac !
Comédien et chanteur à la fois, il apporte un ton nouveau dans le monde de l’humour …et se retrouve en 1999 à l’affiche du Point Virgule dans « Pascal Assy, en chair et en notes ! » mis en scène par Marc Gelas.
Il  triomphe ensuite pendant trois ans à l’affiche des Blancs Manteaux dans un nouveau spectacle solo « J’habite en face d’une supérette ». En 2003, il crée dans ce même théâtre sa première comédie « Un cœur sous la ceinture » mis en scène par Pascal Laurens qu’il jouera jusqu’en 2005.
L’année suivante, il concocte deux nouveaux spectacles de chansons destinées au jeune public (maternelle et primaire), avec lesquels il tourne actuellement ainsi que le best of de ses chansons pour adultes intitulé « Pascal Assy vous fait l’humour… ».

## One Man Shows

### Pascal Assy vous fait l'humour
(création 2008, à partir du 3 avril, du jeudi au samedi au Théâtre des Blancs Manteaux).
Textes, paroles et musiques de Pascal Assy

### Un cœur sous la ceinture
(création 2003)
Descriptif :
Comédie sur l’amour, le partage… et les liaisons multiples !
Textes, paroles et musiques de Pascal Assy
Mis en scène et direction artistique : Pascal Laurens

### J’habite en face d’une supérette
(création 2000)
Descriptif :
One man show musical : les tribulations d’un homme à la recherche de la gloire…
Textes, paroles et musiques de Pascal Assy
Mis en scène : Marc Gelas

### Pascal Assy en chair et en notes
(création 1999)
Descriptif :
One man show musical : les aventures d’un sex-symbol au régime sans elles !
Textes, paroles et musiques de Pascal Assy
Mis en scène : Marc Gelas